# Bombambili
Bombambili ist ein Verwaltungsbezirk (Ward) des Distrikts Songea (MC) in der tansanischen Region Ruvuma.

## Geografie
Bombambili liegt im Südwesten von Tansania. Der Bezirk umfasst das nördliche Zentrum der Regionshauptstadt Songea. Er grenzt im Norden an Msamala, im Nordosten an SeedFarm. im Osten und Südosten an Mjini, im Südwesten an Misufini und im Westen an Matarawe und Mjimwena. Bei der Volkszählung 2022 lebten 25.130 Menschen in 7750 Haushalten auf einer Fläche von 7,5 Quadratkilometern.

## Gliederung
Der Bezirk besteht aus fünf Stadtteilen (Mtaa):
- Mtakuja
- Miembeni
- Merikebu
- Sokoine
- Muungano

## Infrastruktur
- Bildung: Die Bombambili Secondary School ist eine staatliche weiterführende Schule, die Jugendliche bis zur 4. Stufe ausbildet.[8]
- Gesundheit: Im Bezirk liegen zwei Apotheken, eine staatliche im Stadtteil Sokoine[9] und eine private in Miembeni.[10]
- Verkehr:  Durch den Bezirk verläuft die Nationalstraße T6, die nach Norden nach Makambako zur T1 und nach Osten nach Mtwara führt.[11]